# Edgar Bain
Edgar Collins Bain (La Rue, 14 de septiembre de 1891-Edgeworth, 27 de noviembre de 1971) fue un metalúrgico estadounidense.

## Biografía
Nació cerca de La Rue, Ohio, hijo de Milton Henry (de ascendencia escocesa) y Alice Anne Collins Bain. Se graduó con una licenciatura en la Universidad Estatal de Ohio en 1912; posteriormente recibió su maestría en 1916 y su doctorado en 1919.
Trabajó para la U.S. Steel Corporation de Pittsburgh, Pensilvania, donde se desempeñó en la aleación y tratamiento térmico del acero; la bainita lleva su nombre en su honor.Sus trabajos escritos incluyen Functions of the Alloying Elements in Steel, publicado por ASM International. Falleció el 27 de noviembre de 1971 en Edgeworth, Pensilvania.
Fue elegido miembro de la Academia Nacional de Ciencias y de la Sociedad Estadounidense de Física en 1923.